# Société de pathologie infectieuse de langue française
La Société de pathologie infectieuse de langue française (SPILF) (en anglais : French Infectious Diseases Society) est une société savante française régie par la loi de 1901, créée le 10 septembre 1973 et regroupant des professionnels de la santé intéressés par les maladies infectieuses et tropicales.

## Ses missions
La société publie les revues Infectious Diseases Now (nouveau nom de Médecine et maladies infectieuses) et Médecine et maladies infectieuses Formation, organise des conférences de consensus et des recommandations ainsi que les Journées nationales d'infectiologie, participe à des actions de formation continue et d'évaluation des pratiques professionnelles.

## Recommandations
La SPILF est souvent consultée par la Haute Autorité de Santé pour établir des recommandations, comme les recommandations de prise en charge des infections cutanées bactériennes courantes en 2019.
La SPILF a publié en 2019 avec 23 sociétés savantes françaises des recommandations concernant le diagnostic et la prise en charge de la maladie de Lyme.

## Plainte contre Didier Raoult
En juillet 2020, la Société porte plainte contre Didier Raoult devant le conseil départemental de l’ordre des médecins des Bouches-du-Rhône, lui reprochant d'avoir enfreint neuf articles du code de déontologie de la profession, dont la promotion d’un traitement dont l’efficacité n’a pas été démontrée, la diffusion de fausses informations, des manquements au devoir de confraternité, la réalisation d’essais cliniques hors du cadre légal, etc.,.

## Liste des dirigeants
| Identité                     | Période      | Période | Durée |
| Identité                     | Début        | Fin     | Durée |
| ---------------------------- | ------------ | ------- | ----- |
| Pierre Tattevin (né en 1968) | 2019         |         |       |
| Bernard Castan (d)           | 16 juin 2022 |         |       |